# ثقافة فيتنام

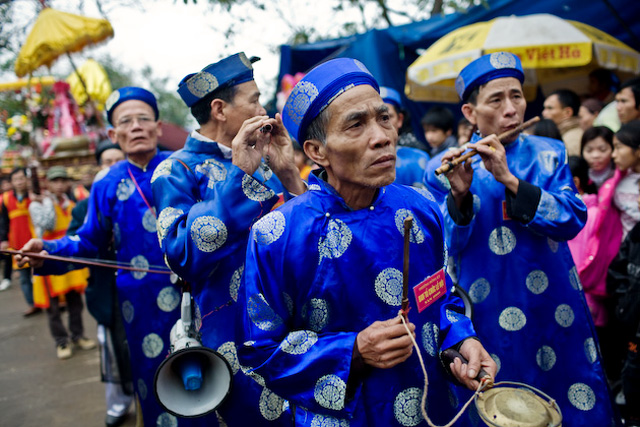

شهدت ثقافة فيتنام تغيرات كبيرة على مدار آلاف السنين. وفقًا لمصادر علميه، نشأت ثقافة فيتنام من نام فيت، هي مملكة قديمة في جنوب شرق آسيا، شاركت خصائص ثقافة الهان الصينية وثقافة دونغ سون القديمة، صُنفت من ضمن أهم الأسلاف لثقافتها الأصلية، خلال العصر البرونزي، ضمت الصين نام فيت سنة 111 قبل الميلاد، ومن ثم قادت إلى أول هيمنة صينية على فيتنام، استمرت طوال الألفية ودفعت تأثيرات الثقافة الصينية على الثقافة الفيتنامية من خلال الفكر الكونفوشيوسي والحكم والفن.
بعد استقلالها عن الصين في القرن العاشر، ازدهرت السلالات الإمبراطورية الفيتنامية المتعاقبة مع شروع البلاد في التوسع جنوبًا الذي ضم أراضي حضارتي تشابا والخمير، ما أدى إلى اختلافات إقليمية في الثقافة الفيتنامية الحديثة. خلال الفترة الاستعمارية الفرنسية في منتصف القرن التاسع عشر، تأثرت الثقافة الفيتنامية بالفرنسية، متضمنةً العمارة، والكاثوليكية واعتماد الحروف اللاتينية، ما أدى إلى ابتكار نظام كتابة جديد Chữ Quốc ngữ، استُبدل الآن بحروف الهجاء الصينية، ومخطوطات الـ Chữ Nôm.
خلال الحقبة الاشتراكية، تميزت الثقافة الفيتنامية بالدعاية التي تسيطر عليها الحكومة، التي شددت على أهمية التبادلات الثقافية مع الدول الشيوعية مثل الاتحاد السوفيتي والصين وكوبا. بعد إصلاحات «أو موا»، استوعبت فيتنام باستمرار تأثيرات مختلفة من الثقافات الآسيوية والأوروبية والأمريكية. جزءًا من المجال الثقافي في شرق آسيا، للثقافة الفيتنامية سمات مميزة معينة، تتضمن تبجيل الأجداد والعبادة، واحترام قيم المجتمع والأسرة، والعمل اليدوي. تشمل الرموز الثقافية المهمة التنين والسلاحف واللوتس والخيزران.

## التنظيم
على مستوى التنظيم المجتمعي، فإن أهم وحدتين هما لانج «قرية» ونوك «بلد». عادة ما يقول الفيتناميون أن «làng يسير جنبًا إلى جنب مع nước». الوحدات التنظيمية المتوسطة هي quận / huyện «حي» و "xã" «بلدية» وtỉnh «مقاطعة».

## الحرب
تتمتع فيتنام بتاريخ طويل من الحروب، التي أدت دورًا كبيرًا في تشكيل ثقافة وهوية الأشخاص الذين يعيشون الآن في المنطقة المعروفة باسم فيتنام.
الأحداث الرئيسية التي شكلت الأمة لتصبح أكبر دولة عسكرية في جنوب شرق آسيا هي:
- غزو هان: الهيمنة الصينية الأولى على نام فييت.
- الأخوات ترونج: شقيقتان حكمتا مدة ثلاث سنوات بعد التمرد في 40 م ضد الهيمنة الصينية الأولى على فيتنام. تُعدان بطلتين قوميتين.
- السيدة تشاو: أنثى محاربة، قاومت بنجاح دولة وو الشرقية الصينية خلال احتلالها لفيتنام.
- معركة بيك آنج (938): الهزيمة الحاسمة لقوات الهان الصينية الجنوبية التي أنهت 1000 سنة من الهيمنة الصينية.
- الغزوات المغولية لفيتنام: هُزم المغول 3 مرات تواليًا، انتهت معركة بيك آنج (1288) بهزيمة حاسمة للمغول وإبادة أسطولهم بالكامل.
- انتفاضة لام سون لو لوي: هزيمة جيش مينغ، وانتهاء الهيمنة الصينية الرابعة على فيتنام. اعترفت إمبراطورية مينغ بفيتنام رسميًا دولةً مستقلة. تولى «لي ألاندي» العرش وأُعلن إمبراطور «إي فييت».
- مسيرة إلى الجنوب/نام تين: توسع أراضي فيتنام من القرن الحادي عشر إلى منتصف القرن الثامن عشر. تحول إي فييت من دولة شرق آسيوية إلى دولة في جنوب شرق آسيا، بعد ضم ممالك جنوب شرق آسيا مثل تشامبا ولاوس وكمبوديا.
- حصار توران: حملة عقابية قامت بها إمبراطورية فرنسا والمملكة الإسبانية والفلبين لتلقين الفيتناميين درسًا انتهى بهزيمة. ما بدأ بعثةً عقابية طفيفة تحول إلى حرب طويلة ومريرة ومكلفة. أُجبر الغزاة المتحالفون على الإجلاء ما أدى إلى انتصار فيتنامي. أدت هذه الهزيمة لاحقًا إلى تصعيد الوضع واستعمار فيتنام.
- حرب الهند الصينية الأولى: معركة ديان بين فو: انتصار فيتنامي حاسم على فرنسا، وإنهاء الاستعمار في فيتنام عام 1945.
- حرب الهند الصينية الثانية: هجوم تيت: الهجومي الاستراتيجي والسياسي الفيتنامي كان الضربة الحاسمة لمعنويات الجمهور الأمريكي، ما أدى إلى زيادة معارضة تورط الولايات المتحدة في حرب فيتنام، وانسحاب القوات الأمريكية وسقوط سايغون في أبريل 1975 وإعادة توحيد شمال فيتنام وجنوبها.
- حرب الهند الصينية الثالثة: إزالة الحرب الكمبودية الفيتنامية لنظام الخمير الحمر وبول بوت، وانتهاء الإبادة الجماعية الكمبودية، ما أدى إلى غزو صيني عقابي. أدى استمرار احتلال القوات النظامية لكمبوديا وصد قوات الميليشيا للغزو الصيني الضخم إلى انتصار فيتنامي.

## القرابة
تلعب القرابة دورًا مهمًا في فيتنام. على عكس تركيز الثقافة الغربية على الفردية، لقيم الثقافة الشرقية دور في الأسرة والعلاقات مقارنةً بالثقافات الغربية، تقدر الثقافة الصينية الأسرة على العشيرة في حين تفضل القيم الثقافية الفيتنامية العشيرة على العائلة. كل عشيرة لها بطريرك، ومذبح للعشيرة، وإحياء ذكرى الوفاة تحضره العشيرة بأكملها.
يرتبط معظم السكان بالدم، وهذه الحقيقة لا تزال تُرى في أسماء القرى مثل دانغ زا، مكان عشيرة دانغ، تشاو زا، Le Xa، وهكذا. في المرتفعات الغربية، لا يزال تقليد العديد من العائلات في عشيرة تقيم في منزل طويل شائعًا. في معظم المناطق الريفية في فيتنام اليوم، لا يزال بإمكان المرء أن يرى ثلاثة أو أربعة أجيال تعيش تحت سقف واحد.

### الزواج
يُعد الزفاف الفيتنامي التقليدي أحد أهم التقاليد في المناسبات الفيتنامية. بصرف النظر عن التغريب، فإن العديد من العادات القديمة التي تمارس في حفل زفاف فيتنامي تقليدي لا يزال يحتفل بها الفيتناميون في فيتنام وفي الخارج، وغالبًا ما تجمع بين التقاليد الغربية والشرقية.
في الماضي، كان من المتوقع أن يتزوج كل من الرجال والنساء في سن مبكرة. في بعض الأماكن الجبلية «تاو هون» يكون أحد الزوجين أصغر من أن يتزوج، بعمر 13 أو 14 عامًا فقط. يرتب الآباء والاسرة الزيجات المُسماة بالزواج التعاقدي عمومًا، مع مساهمة محدودة من الأبناء في هذه المسألة. في فيتنام الحديثة، تغير هذا الأمر، إذ يختار الناس بحرية شركاءهم في الزواج.
يوجد عمومًا احتفالان رئيسيان:
- حفل التقدم «حفل الخطبة»: في وقت ما قبل الزفاف، يزور العريس وعائلته العروس وعائلتها بصناديق دائرية مطلية تعرف باسم هدايا خطوبة. يجب أن تشكل المربعات رقمًا فرديًا. وتشمل الهدايا المكسرات، وأوراق التنبول، والشاي، والكعك، والفواكه، والنبيذ، وغيرها من الأطعمة الشهية والمال. الهدايا مغطاة بورق أحمر أو قماش، وتحملها فتيات أو أولاد غير متزوجين. تتفق العائلتان على اختيار موعد مناسب للزفاف.
- حفل الزفاف: في يوم الزفاف، تذهب عائلة العريس وأقاربه إلى منزل العروس لطلب الإذن أن يأخذ العريس عروسه إلى منزله. يُدعى الضيوف للحضور والاحتفال بالزواج. يصلي الزوجان أمام المذبح، يسألان أسلافهما الإذن بالزواج، ثم يعبران عن امتنانهما لوالدي العريس والعروس لتربيتهما وحمايتهما.

## مراسم الجنازة

### الاستيقاظ
عندما يُتوفى شخص في فيتنام، تقيم عائلته مراسم إيقاظ أو حداد تتراوح عادةً من خمسة إلى ستة أيام، لكنها قد تستمر فترة أطول إذا كانت العائلة تنتظر أقاربها المسافرين. يُغسل الجسم ويُلبس ملابسه. يُوضع لحم خنزير أو عود، بين الأسنان وقليل من الأرز ويتم وضع ثلاث عملات معدنية في الفم. يوضع الجسد على بساط من العشب يوضع على الأرض حسب القول المأثور «وُلد من الأرض، وإليها يعود». يلف الجثمان بقطعة قماش بيضاء، ويوضع في تابوت، وتُنفذ مراسم الجنازة رسميًا.

### الجنازة
تلبس العائلة عمائم شاش خشن وستر وأكواب من أجل الجنازة. يوجد نوعان من المواكب الجنائزية:
- تقليدي: يجب تحديد تاريخ ووقت موكب الجنازة بعناية. يشارك الأقارب والأصدقاء والأحفاد في موكب الجنازة لمرافقة الموتى على طول الطريق إلى مقبرة. تُرمى النذور على طول الطريق. في موقع القبر، يُدفع النعش ويُدفن. بعد ثلاثة أيام من الحداد، تزور الأسرة القبر مرة أخرى، أو تعيد فتح القبر. بعد 49 يومًا، تتوقف الأسرة عن جلب أرز الموتى إلى المذبح. وأخيرًا، بعد 100 يوم، تحتفل العائلة بتوت ختك، أو نهاية الدموع. تُقام بعد عام مراسم الذكرى الأولى للوفاة، وبعد عامين مراسم نهاية الحداد.
- الحديث: في الوقت الحاضر، تتبع مراسم الحداد طقوسًا جديدة مبسطة، تتضمن تغطية الجثة ووضعها في النعش، وموكب الجنازة، ودفن الجثمان في القبر، وزيارات المقبرة.

في فيتنام، بعد 100 يوم من الوفاة، تقيم عائلة المتوفى طقوس تجلس فيها العائلة بأكملها في أزواج في طابور طويل ينتهي بفرد واحد من العائلة. يضع راهب (thầy cúng) قطعة قطن رقيقة على رأس أحد أفراد الأسرة ويقرع الجرس ويهتفون في أثناء تدوير الجرس حول رأس المتوفى، وإرسالها لفتح الطريق أمام المتوفى للعودة إلى الحياة. تبدأ شجرة الخيزران ذات الأوراق فقط في الأعلى بقطع صغيرة من الورق مكتوب عليها اسم المتوفى.
يعتقدون أنه بعد 100 يوم قد يعود المتوفى و«يمتلك» جسد فرد من العائلة يمر بالطقوس، وفور الانتهاء من ذلك يستطيع أفراد الأسرة الآخرين التواصل مع روح المتوفى عبر فرد من العائلة. تستغرق هذه الطقوس طوال اليوم للتحضير، ثم قرابة ست ساعات للصلاة والهتاف، وتغيير فرد العائلة في مقدمة الصف. ثم حرق منزل ورقي وممتلكات مصنوعة من الورق -التي كان يحبها المتوفى خلال حياته- حتى يتمكن من نقلها معه إلى حياته التالية.

## الدين والفلسفة
يُعرف الدين في فيتنام تاريخيًا إلى حد بعيد بمزيج من البوذية والكونفوشيوسية والطاوية، المعروف في الفيتنامية باسم Tam Ciao «الدين الثلاثي». تمارس الكاثوليكية أيضًا في فيتنام الحديثة.
عبادة السلف شائعة في الثقافة الفيتنامية. يمارس معظم الفيتناميين، بصرف النظر عن الطائفة الدينية، عبادة الأسلاف ولديهم مذبح سلف في منزلهم أو عملهم.